# Aleksiej Szkurin
Aleksiej Kalinnikowicz Szkurin (ros. Алексей Калинникович Шкурин, ur. 1904 w Gieorgijewsku, zm. ?) – funkcjonariusz radzieckich służb specjalnych, pułkownik, I zastępca ludowego komisarza spraw wewnętrznych Estońskiej SRR (1940-1941).

## Życiorys
Do 1920 skończył 3 klasy szkoły rzemieślniczej w Gieorgijewsku, później pracował jako tokarz w Gieorgijewsku, następnie działacz związkowy w Rostowie nad Donem. Od czerwca 1925 członek WKP(b), od 3 sierpnia 1937 funkcjonariusz Głównego Zarządu Bezpieczeństwa Państwowego, od 5 stycznia 1938 młodszy porucznik bezpieczeństwa państwowego, od stycznia do 4 września 1939 śledczy Sekcji Śledczej NKWD ZSRR, 28 sierpnia 1939 awansowany na starszego porucznika bezpieczeństwa państwowego. Od 4 września 1939 do 11 września 1940 pomocnik szefa Sekcji Śledczej NKWD ZSRR, rozkazem NKWD ZSRR z 20 marca 1940 wyznaczony dowódcą grupy operacyjno-czekistowskiej NKWD w obwodzie tarnopolskim do prowadzenia aresztowań i pomagania w śledztwach przeciw polskim obywatelom, w maju 1940 odkomenderowany do Tallina. Od 11 września 1940 do września 1941 I zastępca ludowego komisarza spraw wewnętrznych Estońskiej SRR, od 29 września do 28 grudnia 1941 zastępca szefa Oddziału Specjalnego NKWD Moskiewskiego Okręgu Wojskowego, 23 października 1941 mianowany kapitanem bezpieczeństwa państwowego, od 28 grudnia 1941 do 13 maja 1942 szef Oddziału Specjalnego NKWD Obozu Specjalnego we Frołowie (obwód stalingradzki), od 13 maja 1942 do maja 1943 szef Oddziału Specjalnego NKWD 53 Armii, 11 lutego 1943 awansowany na podpułkownika bezpieczeństwa państwowego. Od maja 1943 do 15 lipca 1946 szef Oddziału Specjalnego/Wydziału Kontrwywiadu Smiersz 47 Armii 1 Frontu Ukraińskiego/2 Frontu Białoruskiego/1 Frontu Białoruskiego/Grupy Wojsk Radzieckich w Niemczech, 26 maja 1943 mianowany pułkownikiem, od 15 lipca 1946 do 22 lutego 1949 szef Zarządu MGB obwodu briańskiego, następnie w rezerwie. Od 1 lutego 1950 do 1 sierpnia 1953 szef zarządu milicji i zastępca szefa Zarządu MGB/MWD obwodu kalinińskiego (twerskiego), od października 1953 do 16 kwietnia 1954 szef Oddziału 1 Wydziału Milicji Drogowej przy Głównym Zarządzie Milicji MWD ZSRR, następnie zwolniony "z powodu dyskredytacji".

## Odznaczenia
- Order Lenina (26 kwietnia 1940)
- Order Czerwonego Sztandaru (dwukrotnie - 23 sierpnia 1944 i 6 kwietnia 1945)
- Order Kutuzowa II klasy (31 maja 1945)
- Order Czerwonej Gwiazdy (14 lutego 1943)
- Odznaka "Zasłużony Funkcjonariusz NKWD" (19 grudnia 1942)

I 7 medali.